# Paul van Alff

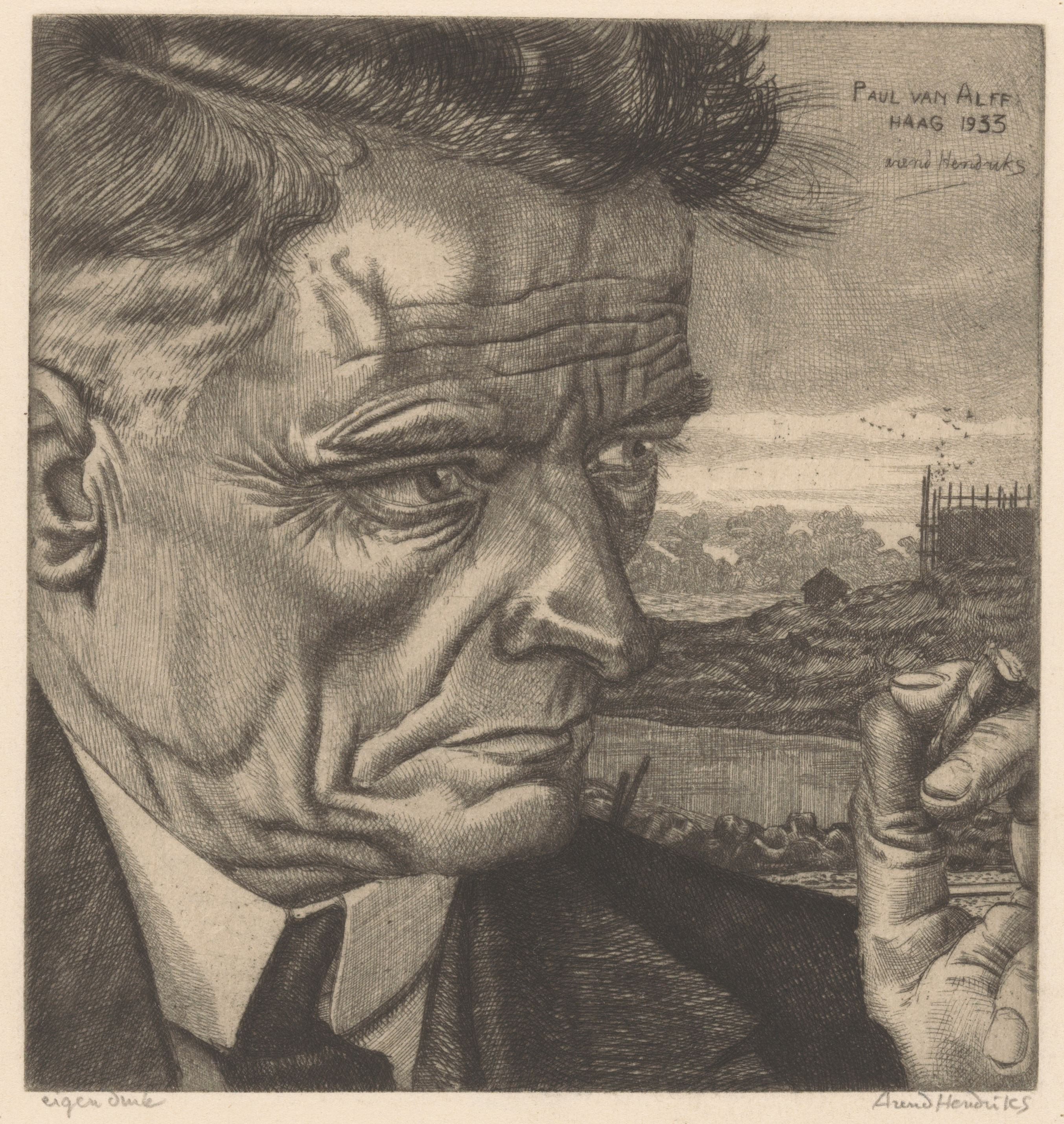
Portret door Arend Hendriks (1933)

Paulus Nicolaas (Paul) van Alff (Den Haag, 10 maart 1878 – aldaar, 30 maart 1962) was een Nederlands lithograaf, schilder, tekenaar, etser, ontwerper, tevens wapentekenaar voor de Hoge Raad van Adel.

## Achtergrond
Van Alff genoot zijn opleiding aan de Koninklijke Academie van Beeldende Kunsten in Den Haag. Hij was nadien werkzaam als glasschilder. Hij was verbonden aan het Koninklijk Nederlandsch Genootschap voor Geslacht- en Wapenkunde waardoor hij zijn belangstelling voor de heraldiek ontwikkelde. Hij paste zijn techniek, bestaande uit een fijn en scherp lijnwerk, meer dan tien jaar toe. Tijdens de oorlogsjaren tekende hij overheidsheraldiek zolang er wapens werden vastgesteld in die tijd. In 1943 won hij de gedeelde tweede prijs van de Rietstap-prijsvraag, samen met Karel van den Sigtenhorst. De Rietstap-prijs (vernoemd naar Johannes Rietstap) was een heraldische tekenwedstrijd die uitgeschreven werd door het Departement van Volksvoorlichting en Kunsten.
- Biografisch Portaal: 65328123
- Digitale Bibliotheek voor de Nederlandse Letteren: alff001
- International Standard Name Identifier: 0000 0003 9050 5258
- Nederlandse Thesaurus van Auteursnamen: 072067160
- RKD-Nederlands Instituut voor Kunstgeschiedenis: 1101
- Virtual International Authority File: 284087256
- WorldCat: E39PBJxcXQVJCgBGfFDCCw4wmd